# Marian Borawski
Marian Borawski (ur. 11 stycznia 1936 w Siedlisku na Wołyniu, zm. 16 czerwca 1993 w Głogowie) – polski działacz partyjny i samorządowy, inżynier budownictwa, w latach 1982–1988 prezydent Głogowa.

## Życiorys
Ukończył liceum we Wschowie, następnie w 1957 studia z inżynierii budownictwa na Politechnice Wrocławskiej. W 1958 zamieszkał z rodziną w Głogowie. Przez 18 lat pracował w Głogowskim Przedsiębiorstwie Budowlanym, w tym 10 lat na stanowisku dyrektora, następnie przez 4 lata kierował Kombinatem Budownictwa Ogólnego w tym mieście. Zajmował się m.in. budową szybu kopalni „Rudna” oraz remontem Teatru Miejskiego w Legnicy. Od 1982 do 1988 zajmował stanowisko prezydenta Głogowa, zajmując się w tym okresie zwłaszcza budownictwem, planowaniem przestrzennym i odbudową Starego Miasta. W połowie 1988 złożył rezygnację ze stanowiska po utracie zaufania wojewody legnickiego. W latach 1988–1993 zatrudniony w „Budoprojekcie” (następnie „Hydrobudexie”) na stanowisku kierowniczym. W latach 1989–1991 kierował Towarzystwem Miłośników Głogowa. W 1989 bezskutecznie ubiegał się o mandat poselski z ramienia Polskiej Zjednoczonej Partii Robotniczej z okręgu lubińskiego.
Z jego inicjatywy powstało największe w Europie rondo, Plac Konstytucji 3 Maja. Pojawiały się nieoficjalne propozycje nadania mu imienia Mariana Borawskiego. W 2007 odznaczony pośmiertnie Honorowym Medalem Głogowa.